# Kostel Nanebevzetí Panny Marie (Hevlín)
Kostel Nanebevzetí Panny Marie je římskokatolický chrám v obci Hevlín v okrese Znojmo. Je chráněn jako kulturní památka České republiky. Jde o farní kostel farnosti Hevlín.

## Historie
Kostel Nanebevzetí Panny Marie pocházející z roku 1742 je významnou pozdně barokní památkou a tvoří dominantu obce. Před kostelem stojí dvě barokní sochy, jež jsou součástí areálu. Předchozí kostel byl poprvé uváděn roku 1282.

## Popis
Jedná se o jednolodní stavbu s odsazeným kněžištěm, k jehož severní zdi přiléhá čtyřboká sakristie. Ze západního průčelí vystupuje hranolová věž. Fasády jsou prolomeny okny se segmentovým záklenkem, nad nimi jsou drobná kruhová okna. U hlavního vstupu se nacházejí zrcadlově komponované skulptury svatého Filipa Neriho a svatého Jana Nepomuckého osazené na samostatných podstavcích, které pocházejí z první poloviny 18. století.

## Zařízení
Zařízení je jednotné z doby vzniku stavby. Zvon ve věži byl ulitý roku 1824.